# Conus colorovariegatus
Conus colorovariegatus é uma espécie de gastrópode do gênero Conus, pertencente a família Conidae.